# Miga, Quatchi y Sumi
Miga y Quatchi fueron las mascotas oficiales de los Juegos Olímpicos de invierno de 2010, mientras Sumi lo fue de los Juegos Paralímpicos de invierno del mismo año. Ambos eventos deportivos se realizaron en la ciudad de Vancouver, Columbia Británica, Canadá, entre febrero y marzo de 2010. Estos personajes creados por la firma Meomi Design estuvieron inspirados en la mitología de las Naciones Originarias canadienses. Las mascotas fueron presentadas el 27 de noviembre de 2007.

## Características
Miga (31 de diciembre de 2001), es un "oso de mar", un cruce entre orca y oso Kermode, especie nativa de Columbia Británica. Según la leyenda amerindia, las orcas se transformaban en oso al llegar a las costas, y luego se pintaban de blanco para recordar las épocas de las glaciaciones. 

Quatchi (20 de febrero de 1993), es un sasquatch, un famoso ser mitológico de la costa occidental de América del Norte. 

Sumi (23 de enero de 1997), representa la riqueza étnica de la zona y la transformación o conexión entre humanos y naturaleza: corresponde a un espíritu guardián con un sombrero de la orca, alas del pájaro de trueno (figura que corona los tótems aborígenes) y patas de oso. A Sumi le apasiona el medio ambiente y los deportes paralímpicos. Su nombre proviene de la palabra "sumesh" del idioma salish, que significa "espíritu guardián".
Las tres mascotas son acompañadas en algunas oportunidades por Mukmuk  (19 de abril de 2005), una pequeña marmota, que no es oficialmente una mascota pero actúa como su compañero.[cita requerida]

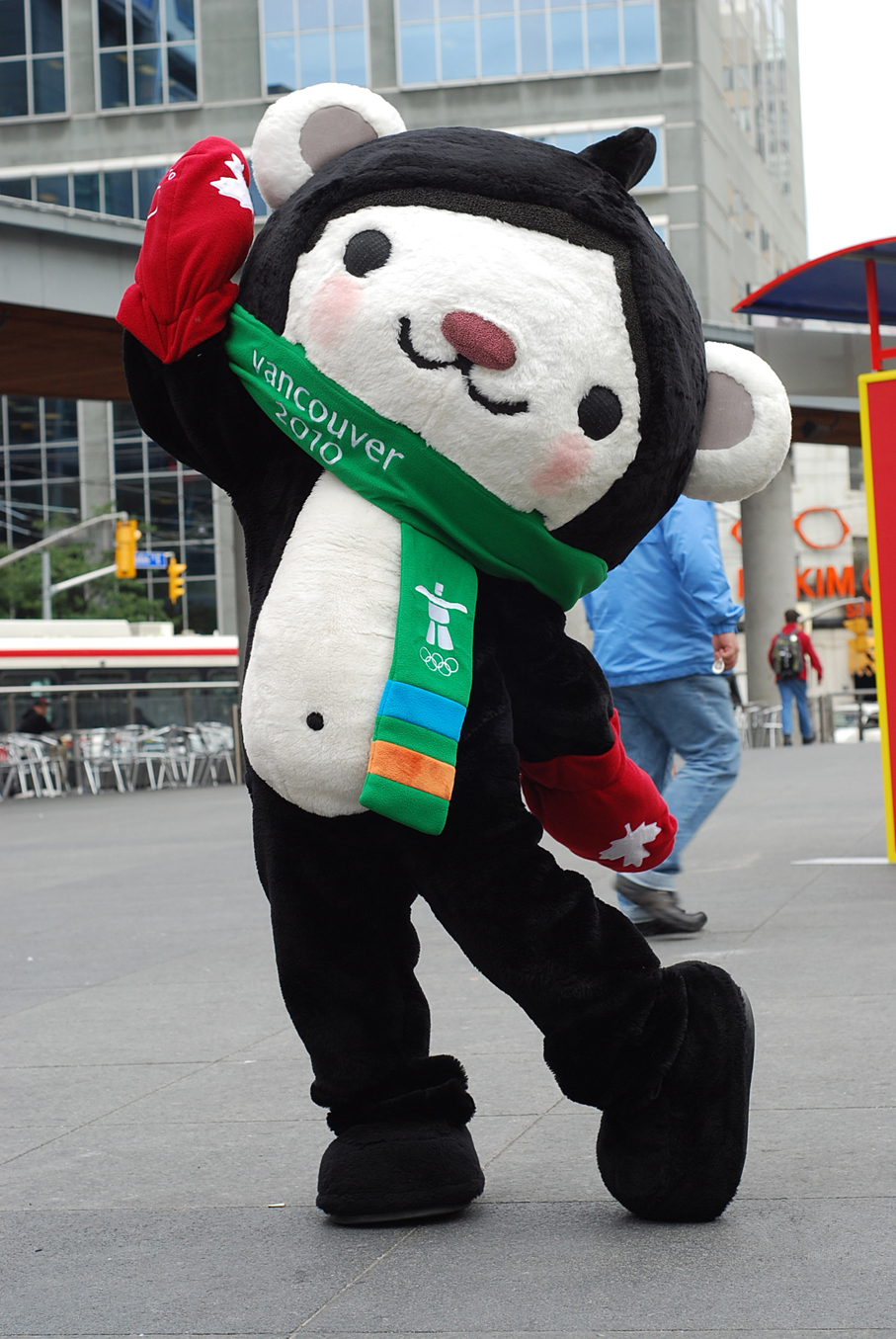
Miga
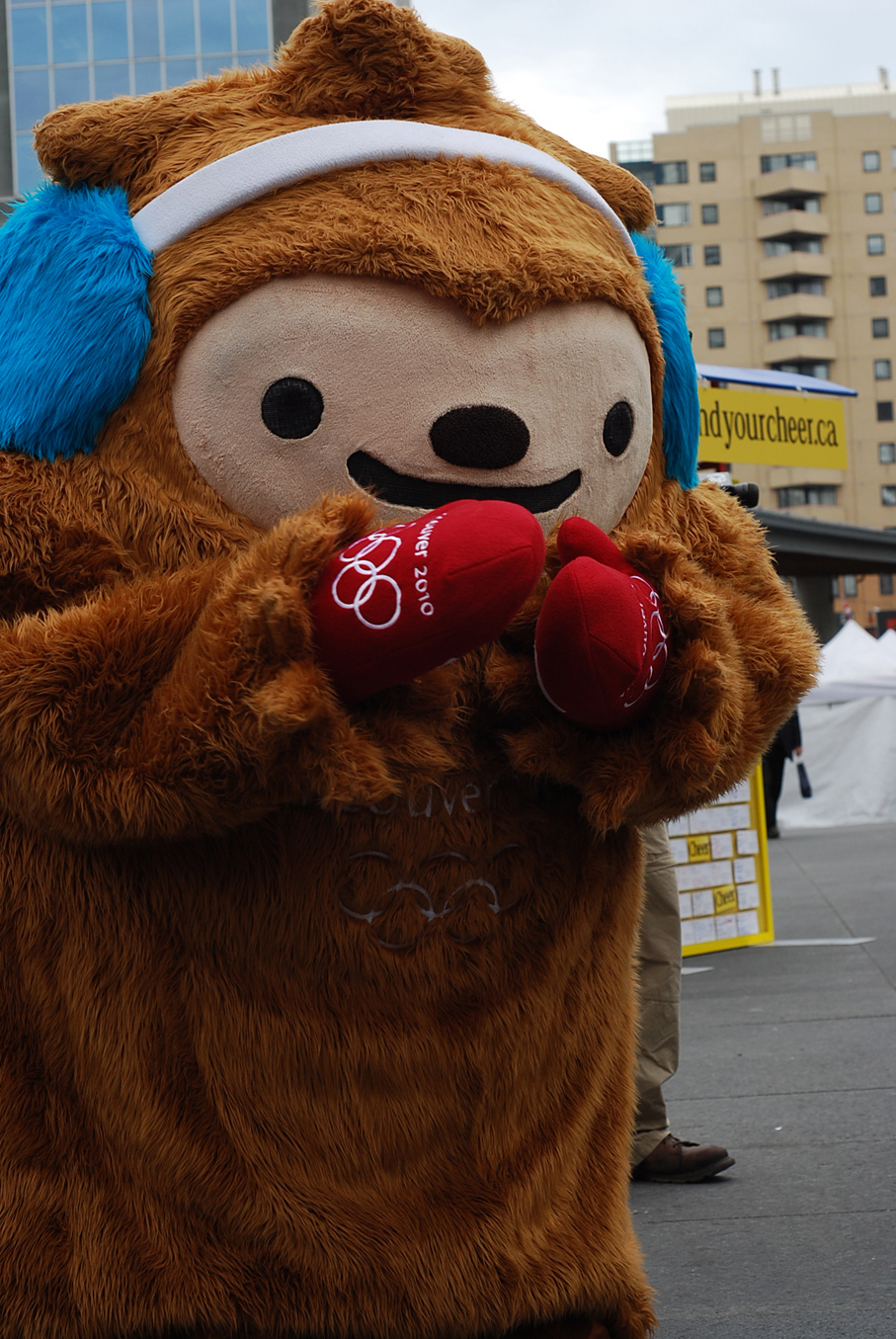
Quatchi